# Zabad
Zabad – wieś w Syrii, w muhafazie Aleppo. W 2004 roku liczyła 280 mieszkańców.